# Ozarba vultuosa
Ozarba vultuosa là một loài bướm đêm trong họ Noctuidae.